# Frida Escobedo
Frida Escobedo (Ciudad de México, 1979) es una arquitecta mexicana. Ha sido seleccionada para diseñar el nuevo pabellón del Museo Metropolitano de Arte de Nueva York.

## Estudios
Frida Escobedo se licenció como arquitecta y urbanista en la Universidad Iberoamericana e hizo una maestría en Arte, Diseño y el Dominio Público en la Graduate School of Design en Harvard. Desde 2007 ha sido profesora en la Universidad Iberoamericana. Ha participado como jurado por la Harvard Graduate School of Design, el Boston Architectural College y el Tec de Monterrey Campus Querétaro en México.

## Primeros años
Junto con Alejandro Alarcón, fundó en el 2003 el despacho “Perro Rojo”, siendo una de sus obras más reconocidas la “Casa Negra”, que fue diseñada en total libertad, para una sola persona con deseos de vivir rodeada de la naturaleza. La estructura, de blocks (ladrillo grande) montada sobre cuatro tubos, se eleva sobre el terreno, y en su interior, se alojan los servicios. El diseño es complementado con un gran ventanal, para tener total visibilidad a la Ciudad de México, generándose la sensación de estar dentro de una gran cámara fotográfica.

## Trayectoria
Desde 2006 trabaja de manera independiente y equilibrando cada una de sus múltiples facetas proyectuales, que van desde la vivienda mínima, hasta pabellones museográficos e instalaciones. 
Siempre propiciando el trabajo colaborativo, así como disfrutando y explotando el potencial de las propuestas y valores ornamentales populares, a partir de procesos de reapreciación de lo local, y de lo marginal, Escobedo ha realizado obras en donde la pureza de los materiales, la explosión del color, las texturas, la expresión diáfana del espacio mismo, coadyuvan en el mencionado proceso de resignificación arquitectónica, en donde para exaltar la modernidad, se hace uso de lo local y artesanal. Un ejemplo de esto es el Hotel Boca Chica en Acapulco, diseñado junto con José Rojas.
La intervención del patio del Museo Experimental El Eco, creado en los años 1950 por Mathias Goeritz, apostaba a la reconfiguración espacial a partir de planos múltiples no estáticos, generándose diferentes tipos de escenarios, para encuentros, charlas y presentaciones. Este fue su primer trabajo en solitario y la punta de lanza profesional, hacia horizontes mucho más complejos y amplios. Para el momento de la inauguración de la intervención en El Eco, Herzog & de Meuron –en un proyecto llamado “Ordos 100 Models” elaborado con Ai Weiwei- la invitaron para diseñar una vivienda para personas habitantes de Mongolia. 
En 2010 recibió su primer gran trabajo público, la restauración de La Tallera de Siqueiros. Este edificio, de invaluable valor simbólico, fue creado en 1965, por David Alfaro Siqueiros, adaptando elementos a las necesidades de su producción pictórica de gran formato. También fue su vivienda durante los últimos nueve años de su vida, en la ciudad de Cuernavaca, muy cerca de la Ciudad de México.
El proyecto sobresale por el cuidado de los recursos y la sustentabilidad y lo ecológico, por el uso de la luz matizada a través de celosías, vinculando así dos de los conceptos que han caracterizado su obra, la modernidad paradigmática ambientalista y lo tradicional constructivo mexicano. Otro de sus aciertos, fue abrir el patio del museo a una plaza adyacente girando una serie de murales desde su posición original, lográndose un ámbito público que acentúa al espacio museístico, reconociéndose este último no como el tradicional cubo blanco. Esta obra, fue nominada por un grupo de expertos del Museo del Diseño de Londres, por ser considerado innovador.
Después de la creación de una Plaza Cívica en la Trienal de Arquitectura de Lisboa, durante la celebración del Año dual México-UK 2015, Escobedo fue elegida por un jurado de expertos del museo Victoria & Albert, para realizar una intervención en la fuente del Jardín John Madejsky, en donde conceptualizó el encuentro de dos culturas milenarias a través de un trabajo titulado “Sabes que no puedes reconocerte tan bien como en un reflejo”. En esta propuesta articulaba la retícula del lago de Tenochtitlán, generando tanto apropiación, como una visión nostálgica hacia el pasado, y mirando hacia el futuro, por medio de capas de identidad cultural.

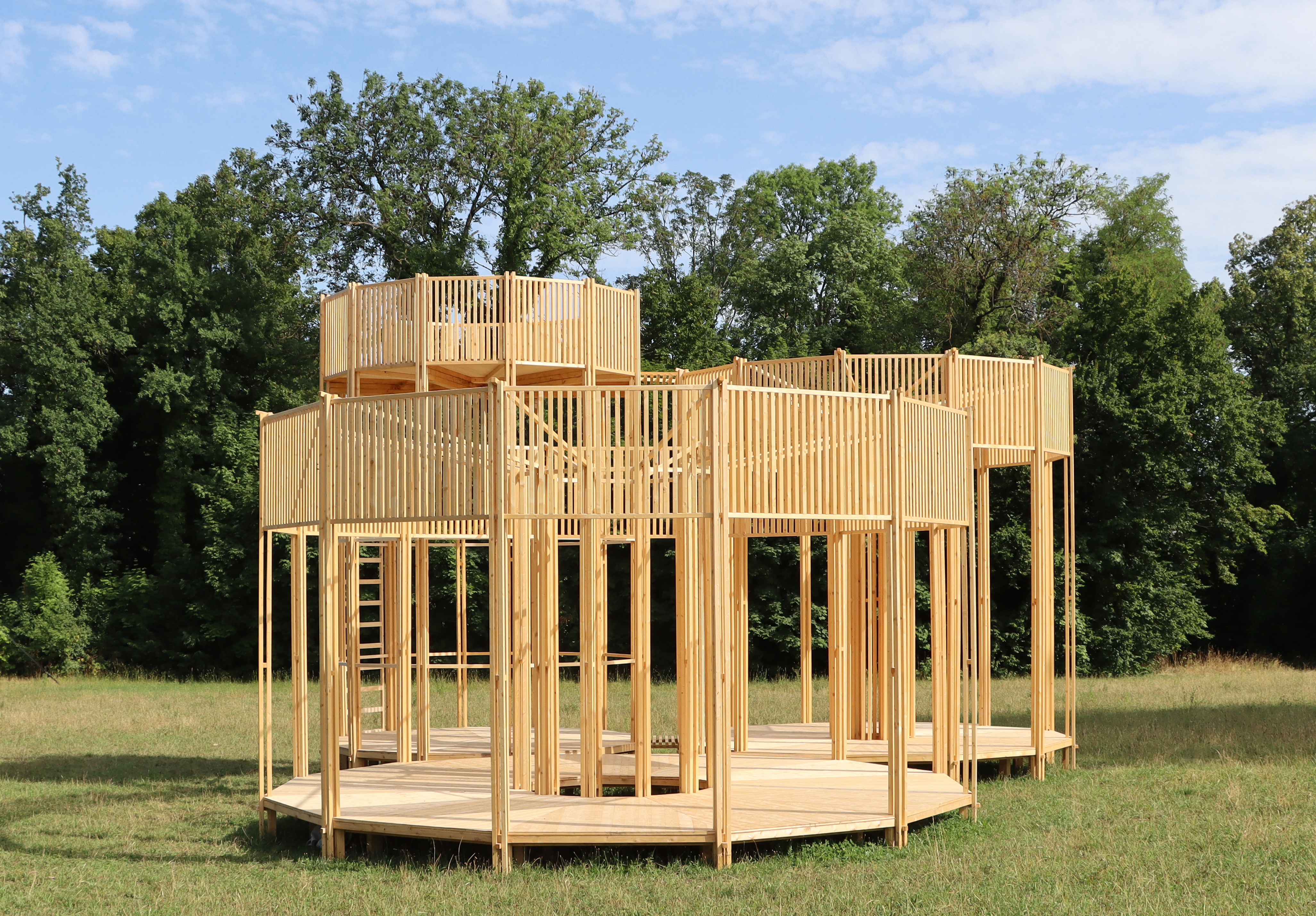
Frida Escobedo, Système_01, 2022, Ginebra

La Serpentine Gallery escogió a Frida Escobedo como la responsable del diseño del pabellón 2018.
En 2022 Frida Escobedo crea el pabellón Systema_01 para la exposición de vivienda temporal OPEN HOUSE en Ginebra.
También en 2022, Escobedo fue seleccionada para renovar el Oscar L. Tang y S.M. Ala Agnes Hsu-Tang del Museo Metropolitano de Arte.[20] El director del Museo Metropolitano de Arte, Max Hollein, dijo: "Frida Escobedo es una destacada arquitecta de nuestro tiempo. En su práctica, maneja la arquitectura como una forma de crear poderosas experiencias espaciales y comunitarias, y ha demostrado destreza y sensibilidad en su elegante uso del material, al tiempo que brinda una atención sincera a los problemas socioeconómicos y ecológicos de hoy. Ya a través de su asociación, Frida ha demostrado su visión para crear galerías fascinantes que desafiarán las jerarquías incrustadas de nuestra historia y trazarán una trayectoria más accesible para la nueva ala".  Escobedo es la primera mujer en diseñar un ala en The Met.

## Obras
- 2003 - Casa Negra (en colaboración con Alejandro Alarcón), Ciudad de México
- 2006 - Restauración del Hotel Boca Chica (en colaboración con José Rojas), Acapulco, México
- 2008 - Proyecto para Ordos 100
- 2010 - Pabellón en el Museo Experimental el Eco, Ciudad de México
- 2012 - Restauración de La Tallera, Cuernavaca
- 2013 - Plaza Cívica, Lisboa
- 2015 - Intervención en el Museo Victoria & Albert, Londres
- 2018 - Serpentine Pavilion, Londres
- 2022 - System_01 pavilion, Open House, Ginebra

## Premios y reconocimientos
- 2004 - Beca Jóvenes Creadores del Fondo Nacional para la Cultura y las Artes de México
- 2009 - Ganadora del Young Architects Forum que organiza la Architectural Association de Nueva York.
- 2010 - Beca Marcelo Zambrano
- 2013 - Nominada al Arc Vision Prize for Women
- 2012 - Trabajo fue exhibido en el Pabellón Mexicano en la Bienal de Arquitectura de Venecia, en el Mission Cultural Center for the Latino Arts de San Francisco, en el Storefront for Art and Architecture.
- 2012 - Finalista para el programa Rolex Mentor and Protégé Arts Initiative.
- 2016 - Premio de Arquitectura Emergente, Architectural Review[7]